# Again It's Over
Again It's Over es un álbum de la banda alemana Lacrimas Profundere.

## Lista de canciones
1. Again It's Over (versión sencillo)
2. Gallowsong
3. Supreme Surrender
4. Again It's Over (álbum versión)
5. To Watch Her While She Wipes Her Eye
6. To Love Her on Knees

## Formación
- Oliver Nikolas Schmid - Guitarra líder
- Christopher Schmid - Voz
- Christian Steiner - Teclado
- Daniel Lechner - Bajo
- Korl Fuhrmann - Batería
- Tony Berger - Guitarra rítmica

- Datos: Q4691003